# Neuhof (Alsó-Szászország)

Pozíció Hildesheim járás térképén

Neuhof Lamspringe része, 2016-ig önálló község volt Alsó-Szászország tartományban. Lakosainak száma 417 fő (2014. január 2.). Neuhof Bockenem, Sehlem, Harbarnsen, Woltershausen és Lamspringe településekkel határos.

## Története
1757-ben felépítették a tetőtornyú templomot.
1974-ben a Wöllersheim községet beolvasztattak Neuhofba.

## Népesség
A település népességének változása:

| 2014 | 417 |